# Église Saint-Martin d'Autrèche
Pour les articles homonymes, voir Église Saint-Martin.
L'église Saint-Martin d'Autrèche est une église paroissiale affectée au culte catholique dans la commune française d'Autrèche, dans le département d'Indre-et-Loire.
L'église, construite dans la première moitié du XIe siècle, est inscrite comme monument historique en 1926.

## Localisation
L'église occupe le centre du bourg d'Autrèche, qui s'est développé autour d'elle. Elle est sensiblement orientée est-ouest.

## Histoire
La première mention d'Autrèche dans des documents écrits remonte au IXe siècle. L'église, pour sa part, est construite au Xe siècle ou, plus probablement, dans la première moitié du XIe siècle,.
Elle est inscrite comme monuments historique par arrêté du 19 juillet 1926.

## Description

### Architecture
L'église se compose d'une nef unique à laquelle fait suite, vers l'est, un chœur d'une seule travée terminé par une abside.
La nef s'ouvre à l'ouest par une porte en pleine cintre surmontée d'une baie. Quatre autres baies, de chaque côté, éclairent cette nef qui est voûtée en charpente. La façade et les murs gouttereaux de la nef, en petit appareil, sont renforcés par des contreforts semi-cylindriques dont la base est élargie mais qui sont amortis à hauteur de l'appui des baies. La travée du chœur est voûtée en coupole et l'abside, semi circulaire, est voûtée en cul-de-four.

### Décor et mobilier
Un groupe sculpté et cinq statues sont protégés comme monuments historiques.

## Pour en savoir plus